# Rosemarie Dexter
Pour les articles homonymes, voir Dexter.
Rosemarie Dexter, dite parfois Rosemary Dexter, est une actrice britanno-italienne née le 19 juillet 1944 à Quetta (Pakistan) et morte le 8 septembre 2010 à Recanati dans les Marches (Italie).

## Biographie

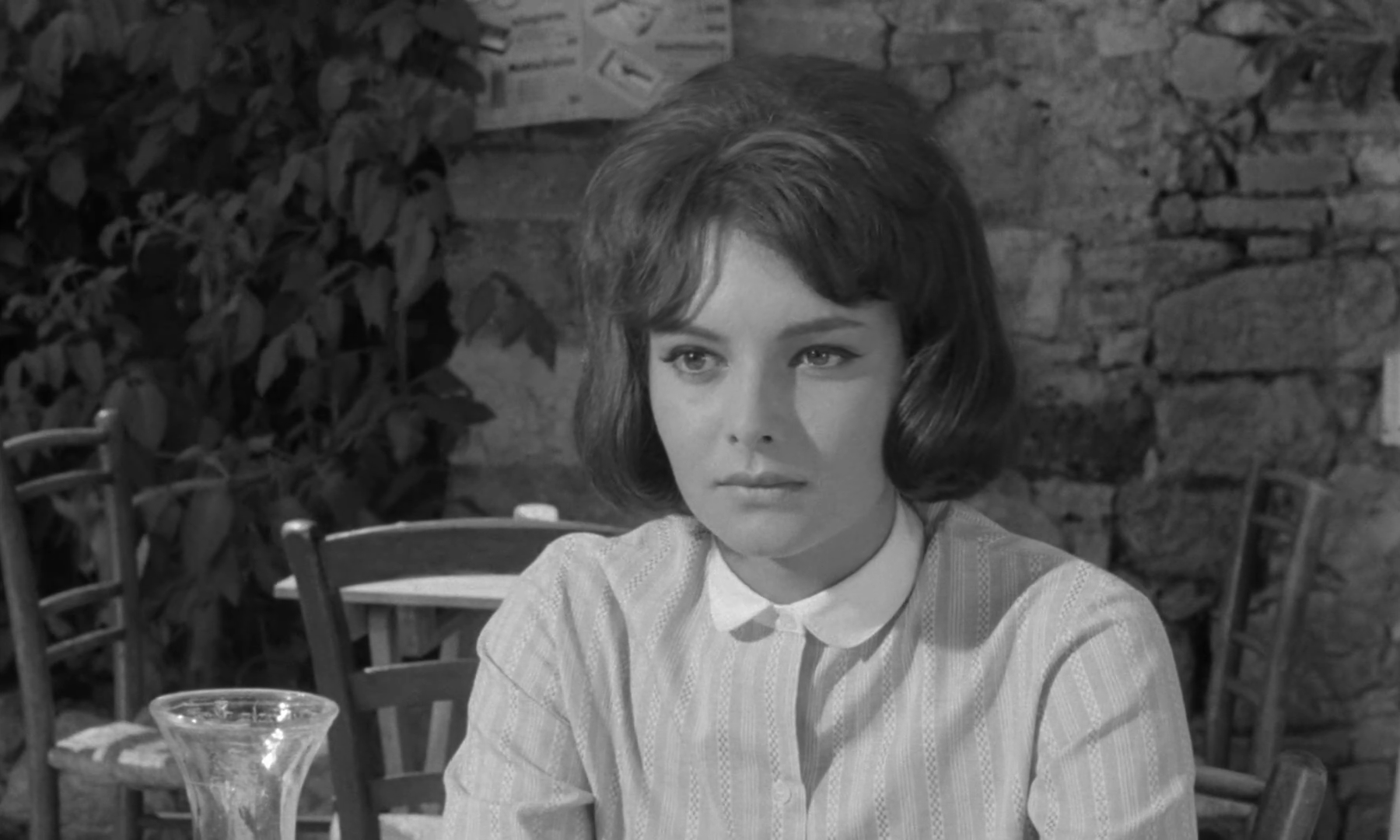
Dexter en 1964 dans Desideri d'estate.

Rosemarie Dexter est née au Pakistan d'un père britannique et d'une mère anglo-birmane. Elle arrive en Italie au début des années 1960 et rencontre le réalisateur Ugo Gregoretti qui lui propose le premier rôle féminin dans son film de science-fiction Omicron.
L'année suivante, elle tourne deux films réalisés par Silvio Amadio : Desideri d'estate avec Gabriele Ferzetti et Filles et Garçons où elle donne la réplique au Français Jacques Perrin. Elle incarne ensuite Juliette Capulet dans le Roméo et Juliette de Riccardo Freda, et enchaîne avec Casanova 70 de Mario Monicelli où elle joue aux côtés de Marcello Mastroianni, Michèle Mercier, Virna Lisi et Marisa Mell, et surtout Et pour quelques dollars de plus de Sergio Leone où elle incarne la sœur de Lee Van Cleef.
Elle va tourner pour le Français Philippe de Broca, les Britanniques John Guillermin, Michael Anderson ou Jim O'Connolly, l'Espagnol Jesús Franco et le Japonais Koreyoshi Kurahara, mais elle va rester tout au long de sa carrière en Italie à tourner des films nationaux, du western spaghetti (La Boue, le Massacre et la Mort) à la comédie avec Franco et Ciccio (Mazzabubù... Quante corna stanno quaggiù?) au giallo (L'Œil du labyrinthe), du film d'action (Un homme appelé Karaté) à la comédie érotique italienne (Les Polissonnes excitées).
En février 1975, elle a posé nue pour l'édition italienne du magazine Playboy, pour ensuite quitter le monde du cinéma vers la fin des années 1970.
Elle a été retrouvée morte des suites d'une maladie grave le 9 septembre 2010 dans sa demeure à Recanati, où elle vivait depuis un certain temps dans un anonymat complet. Le décès remontait à deux ou trois jours avant la découverte du cadavre. Son corps a été incinéré et ses cendres ont été dispersées.

## Filmographie
- 1963 : Omicron d'Ugo Gregoretti - Lucia
- 1963 : Les Monstres (I mostri) de Dino Risi : Segment Comme un père (Come un padre) - Luciana
- 1964 : Desideri d'estate de Silvio Amadio : Daniela
- 1964 : Filles et Garçons (Oltraggio al pudore) de Silvio Amadio : Giovenella
- 1964 : Roméo et Juliette (Romeo e Giulietta) de Riccardo Freda - Juliette Capulet
- 1964 : Un monsieur de compagnie de Philippe de Broca - l'étudiante
- 1965 : Casanova 70 (Casanova '70) de Mario Monicelli - La femme de ménage
- 1965 : Altissima pressione d'Enzo Trapani - Serenella
- 1965 : Et pour quelques dollars de plus (Per qualche dollaro in più) de Sergio Leone - La sœur de Mortimer  (non créditée)
- 1966 : Un homme à moitié (Un uomo a metà) de Vittorio De Seta - Marina
- 1967 : Gente d'onore (it) de Folco Lulli - Rosalia Amantea
- 1967 : Est-ce amour ou est-ce magie ? (Per amore... per magia...) de Duccio Tessari - Esmeralda
- 1967 : Le Sexe des anges (Il sesso degli angeli) d'Ugo Liberatore : Nancy
- 1967 : La Boue, le Massacre et la Mort (El Desperado) de Franco Rossetti - Katie
- 1968 : Partner de Bernardo Bertolucci
- 1968 : Un cri dans l'ombre (House of Cards) de John Guillermin - Daniela
- 1969 : Justine ou les Infortunes de la vertu (Marquis de Sade's Justine) de Jesús Franco -  Claudine
- 1968 : Les Souliers de saint Pierre (The Shoes of the Fisherman)  de Michael Anderson - Chiara
- 1969 : I quattro del pater noster de Ruggero Deodato - Mme Baxter
- 1969 : Vendetta pour le Saint (it) (Vendetta for the Saint) de Jim O'Connolly -  Gina
- 1969 : La Partenaire (Violenza al sole - Una estate in quattro) de Florestano Vancini - Letizia
- 1970 : Mio Mao: Fatiche ed avventure di alcuni giovani occidentali per introdurre il vizio in Cina de Nicolò Ferrari - Jean
- 1971 : Come Together de Saul Swimmer (en) - Lisa
- 1971 : Mazzabubù... Quante corna stanno quaggiù? de Mariano Laurenti - Emma
- 1972 : Lui per lei de Claudio Rispoli
- 1972 : I figli chiedono perché (it) de Nino Zanchin - La mère de Michèle
- 1972 : L'Œil du labyrinthe (L'occhio nel labirinto) de Mario Caiano - Julie
- 1973 : L'ultimo uomo di Sara de Maria Virginia Onorato - Anna
- 1973 : Un homme appelé Karaté (Sette ore di violenza per una soluzione imprevista) de Michele Massimo Tarantini - Elena Karlatos
- 1973 : Hi wa shizumi, hi wa noboru (陽は沈み陽は昇る?) de Koreyoshi Kurahara
- 1974 : Les Polissonnes excitées (La minorenne) de Silvio Amadio - Franca Sanna
- 1974 : Catene de Silvio Amadio - Francesca
- 1974 : Mon Dieu, comment suis-je tombée si bas ? (Mio Dio, come sono caduta in basso!) de Luigi Comencini - Florida
- 1976 : Povero Cristo (it) de Pier Carpi - Marie-Madeleine